# Valts Eiduks
Valts Eiduks (* 21. Oktober 1986 in Jēkabpils) ist ein ehemaliger lettischer Skilangläufer.

## Werdegang
Eiduks trat international erstmals beim Europäischen Olympischen Winter-Jugendfestival 2003 in Pokljuka in Erscheinung. Dort errang er den 67. Platz über 7,5 km klassisch und den 54. Platz über 10 km Freistil. Im folgenden Jahr lief er bei den Junioren-Skiweltmeisterschaften 2004 in Stryn auf den 61. Platz im Sprint, auf den 50. Rang über 10 km Freistil und auf den 26. Platz im 30-km-Massenstartrennen. In der Saison 2004/05 kam er bei den Junioren-Skiweltmeisterschaften 2005 in Rovaniemi auf den 74. Platz im Sprint, auf den 69. Rang im Skiathlon sowie auf den 67. Platz über 10 km Freistil und bei den nordischen Skiweltmeisterschaften 2005 in Oberstdorf auf den 91. Platz über 15 km Freistil. Zudem lief er im Januar 2005 in Otepää sein einziges Rennen im Weltcup, welches er auf dem 58. Platz über 15 km klassisch beendete. Bei den Olympischen Winterspielen im Februar 2006 in Turin errang er im Sprint und über 15 km klassisch jeweils den 68. Platz. Im folgenden Jahr nahm er bei der Winter-Universiade in Pragelato an fünf Rennen teil. Seine besten Ergebnisse dort waren der 65. Platz im Sprint und der 16. Rang mit der Staffel. Seine letzten internationalen Rennen absolvierte er bei den U23-Weltmeisterschaften 2008 in Mals. Dort belegte er den 54. Platz im 30-km-Massenstartrennen und jeweils den 53. Rang über 15 km klassisch sowie im Sprint.